# Schwarzach 23
Schwarzach 23 ist der Titel einer deutschen Kriminalfilm-Reihe mit Maximilian Brückner in der Hauptrolle. Die Reihe wurde ab 2015 vom ZDF ausgestrahlt. Mit dem vierten Film, der 2020 ausgestrahlt wurde, beendete das ZDF die Reihe.

## Handlung
Der Titel „Schwarzach 23“ verweist auf die Adresse der Polizistenfamilie Germinger im fiktiven bayerischen Schwarzach. Hier leben die Familienmitglieder in einem Mehrgenerationenhaushalt zusammen, zwischen dienstlichen und privaten Angelegenheiten werden kaum Unterschiede gemacht und ihre kriminalistische Arbeit findet selbst am Mittagstisch kein Ende.
Hauptkommissar Franz Germinger jr. ist für die offiziellen Ermittlungen zuständig und wird dabei von seinem Assistenten (und Nachbarn) Karl Obermaier und seiner Schwester Anna unterstützt. Wobei Anna regelmäßig ihre Kompetenzen überschreitet. Obwohl Franz sen. im Ruhestand ist, mischt er sich oft in die Ermittlungen des Sohnes ein.
Die Fälle, die in der Serie von den Ermittlern bearbeitet werden, wirken in der dargestellten ländlichen Idylle ziemlich grotesk – z. B. ein in der Autopresse komprimierter Schrotthändler oder ein aufgespießter Kopf auf einem Pfahl. Ähnlich wie auch die Mitglieder der Familie Germinger werden viele auftretende Figuren weder als gut noch als böse dargestellt, sondern sind eher facettenreich angelegt – z. B. ein Ganove, der es nicht mag, wie mit Behinderten umgegangen wird („Red' nicht so über Menschen, die behindert sind!“) und sich entschuldigt, als er einer an Krebs Erkrankten die Perücke vom Kopf streift („Tut mir leid!“). Auch sind die Verhaltensweisen und Umgangsformen der Figuren nicht stereotyp, so kontert die berentete Mutter eines Tatverdächtigen schon mal „Fick dich!“

## Figuren

### Familie Germinger

#### Franz Germinger jr.

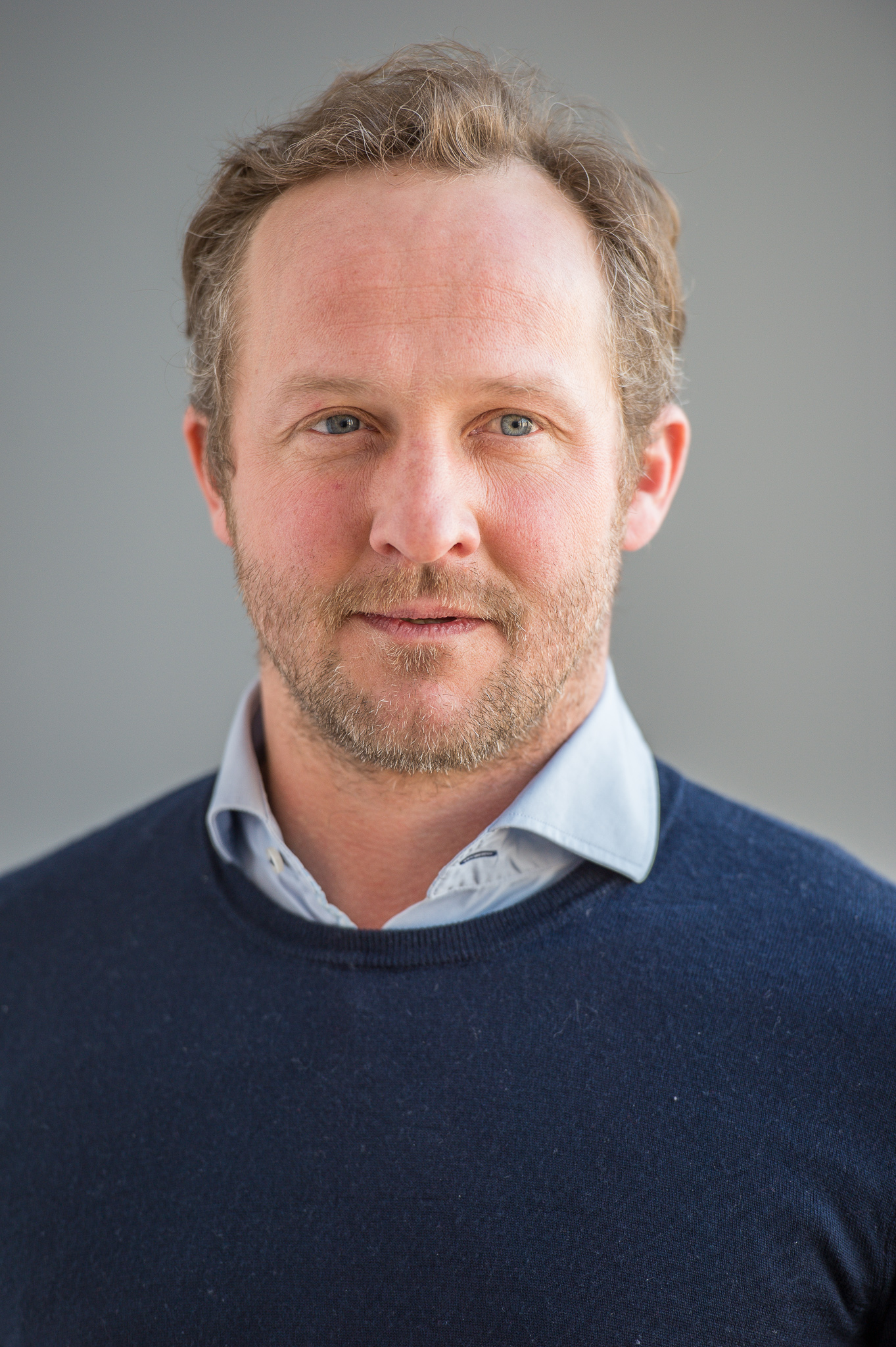
Maximilian Brückner spielt Franz Germinger jr.

Franz Germinger jr. ist als Sohn eines Kommissars seit seiner frühen Kindheit mit Ermittlungsfällen vertraut. Früher hat er zu seinem Vater aufgrund seiner Arbeit aufgesehen, in letzter Zeit missbilligt er dessen inoffizielle Ermittlungen und die Einmischung in seine eigenen Fälle jedoch zunehmend. Er steht ein wenig im Schatten seines Vaters, sieht aber immer mehr auch die dunkle Seite von Vaters Karriere, sodass er im Lauf der Serie aus Schwarzach 23 auszieht. Franz jr. nimmt es mit Regeln sehr genau, ist gewissenhaft, ordentlich und hat sich so hochgearbeitet. Gerade deshalb hat er mit den Ermittlungen seines Vaters, aber auch seiner Schwester, immer wieder seine Probleme. Er selbst wird des Öfteren von Visionen heimgesucht, in denen er wichtige Hinweise zur Lösung eines Falls findet bzw. ihm sich Tatabläufe erschließen. Er hat eine Tochter, Emma, um die er sich als alleinerziehender Vater kümmert.

#### Franz Germinger sen.

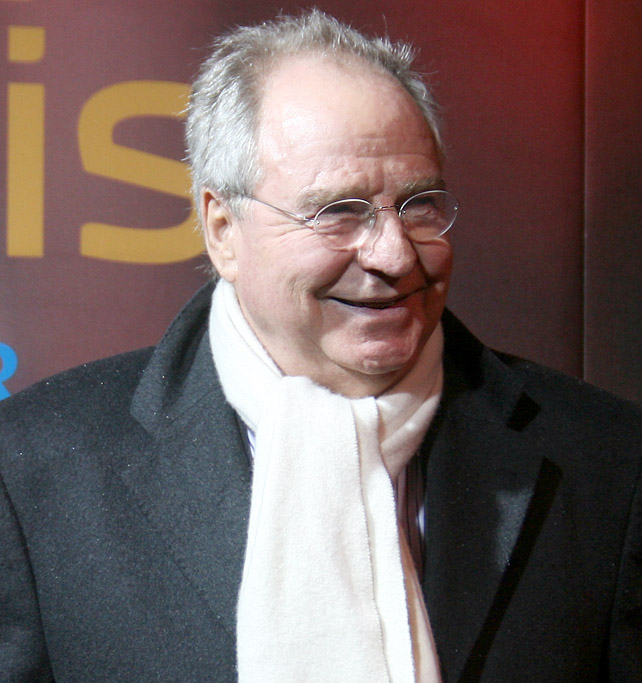
Friedrich von Thun spielt Franz Germinger sen.

Franz Germinger sen. war früher angesehener Ermittler bei der Polizei, ist mittlerweile aber im Ruhestand. Dies möchte er so allerdings nicht akzeptieren, er interessiert sich immer noch sehr für die Fälle vor Ort und mischt sich weiterhin in die Arbeit der Polizei und die seines Sohnes ein. Er nutzt dafür geschickt seine früheren Kontakte und gibt sich teilweise noch als Kommissar aus, um entsprechende Informationen zu erhalten. Er lebt mit seiner Frau Erika im gleichen Haus, ist von ihr jedoch getrennt. Er raucht gern mal einen Joint, eigenen Aussagen zufolge, da er „Schmerzpatient“ ist oder wegen „Restless Legs“. Genauso rechtfertigt er einen Bordellbesuch, als ihn sein Sohn bei einer Razzia erwischt, dass er hier eine Massage gegen seine Leiden bekäme.

#### Anna Germinger
Anna Germinger ist wie Vater und Bruder ebenfalls bei der Polizei tätig. Sie nimmt es mit den offiziellen Regeln oft nicht ganz so ernst und hat dadurch immer wieder Probleme, wird z. B. mehrfach strafversetzt. Sie hat im Gegensatz zu Franz jr. ein gutes Verhältnis zu ihrem Vater. Mit ihrem Bruder kommt sie aufgrund ihrer Arbeitsweise immer wieder in Konflikte, der sich von der rangniederen Anna nicht in die Fälle pfuschen lassen möchte – schon gar nicht durch die Überschreitung von Kompetenzen. So rutscht ihr schon mal ein „Arschloch“ heraus, wenn sie mit ihrem Bruder ermittelt. Sie hat allerdings oft den richtigen Riecher und kann die Ermittlungen dadurch weiter voranbringen. In der Familie versucht sie trotz der Auseinandersetzungen einen harmonisierenden Einfluss auszuüben.

#### Erika Germinger
Erika ist die Mutter der Familie und kümmert sich in dem Dreigenerationenhaushalt ein wenig um alle. Sie lebt von ihrem Mann Franz beziehungsmäßig getrennt, aber weiterhin unter einem Dach. Sie hat ein Verhältnis mit Ermittler Karl Obermaier, von dem die anderen Bescheid wissen. Sie hat ihre Leben immer der Familie untergeordnet und ist deshalb z. B. nicht mit einer früheren Liebe durchgebrannt. Sie war Krankenschwester und kann ihren Mann deshalb hin und wieder verarzten, wenn er von seinen Ermittlungen Blessuren davonträgt. Sie hat keine Probleme ihre Meinung kundzutun, sie wird nicht als untergeordnete Hausfrau dargestellt, sondern sieht sich bei Auseinandersetzungen als gleichberechtigte Partnerin. Sie versucht zwischen Vater und Sohn zu vermitteln, wenn diese in Konflikt geraten.

#### Emma Germinger
Sie ist die Tochter von Franz jr., man sieht sie in der Serie meist bei den gemeinsamen Mahlzeiten. Ein Running Gag sind die Verweise auf einen ihrer Schulfreunde, die z. B. mit „Louis Oliver sagt immer ...“ eingeleitet werden. Die bei den anderen als Enkelin bzw. Nichte beliebte Emma trägt durch ihre alleinige Anwesenheit bei den Familiengesprächen bzw. -streitigkeiten auch zur Familienharmonie bei.

### Nebenfiguren

#### Karl Obermaier
Karl Obermaier ermittelt gemeinsam mit Franz jr., ist quasi seine rechte Hand. Zudem ist er direkter Nachbar der Familie Germinger und hat ein Verhältnis mit Erika Germinger. Er kennt Franz sen. von früher und ist einer seiner wichtigsten Informanten. Er lässt sich von Franz sen. immer wieder in dessen inoffizielle Ermittlungen einspannen. Er wirkt immer etwas untergeordnet und ist aufgrund des Verhältnisses zu Erika und der Freundschaft zu Franz sen. die „Verkörperung des schlechten Gewissens“.

#### KTU Ludwig
Ludwig von der Kriminaltechnischen Untersuchung ist ein wenig die gute Seele im Polizeirevier und stets hilfsbereit. Er unterstützt die Germinger-Geschwister meist sofort und kann dadurch wichtige Ermittlungsergebnisse liefern. Er ist etwas zurückhaltend und schüchtern, als Running Gag wird ihm wiederholt von Franz jr. die Kaffeetasse aus der Hand genommen, in die er sich gerade Kaffee eingeschenkt hat.

## Episodenliste
| Nr. | Originaltitel                                   | Erstausstrahlung | Regie                 | Drehbuch                                          | Zuschauer             |
| --- | ----------------------------------------------- | ---------------- | --------------------- | ------------------------------------------------- | --------------------- |
| 1   | Schwarzach 23 und die Hand des Todes            | 24. Okt. 2015    | Matthias Tiefenbacher | Michael Proehl Michael Comtesse Christian Jeltsch | 5,48 Mio. (17,9 % MA) |
| 2   | Schwarzach 23 und die Jagd nach dem Mordsfinger | 22. Okt. 2016    | Matthias Tiefenbacher | Michael Comtesse Christian Jeltsch                | 4,47 Mio. (14,6 % MA) |
| 3   | Schwarzach 23 und der Schädel des Saatans       | 30. Apr. 2018    | Matthias Tiefenbacher | Christian Jeltsch                                 | 4,61 Mio. (17,1 % MA) |
| 4   | Schwarzach 23 und das mörderische Ich           | 31. Aug. 2020    | Matthias Tiefenbacher | Christian Jeltsch                                 | 5,04 Mio. (16,7 % MA) |

## Kritiken
Das Ende der Serie liegt nicht in mangelnder Resonanz oder schlechten Kritiken begründet: „Der Sender verweist in der Begründung nicht auf die Quotenentwicklung, sondern darauf, auch bei einer Vielzahl an Reihen weiterhin „die Möglichkeit zu haben, beweglich zu sein, Neues auszuprobieren und uns in unserem Gesamtportfolio weiterzuentwickeln“. Ansonsten sei die Reihe „in ihrem Mix aus Krimi-Spannung und schwarzem Humor, aus dunklem Thrill und unterhaltsamem Familienzwist eine gelungene Auffälligkeit in der ZDF-Primetime“. Für Einheitsbrei gewohnte Krimi-Junkies kann die „Schwarzach 23“-Reihe in der Tat nicht die erste Wahl sein.“